# 히토요시성

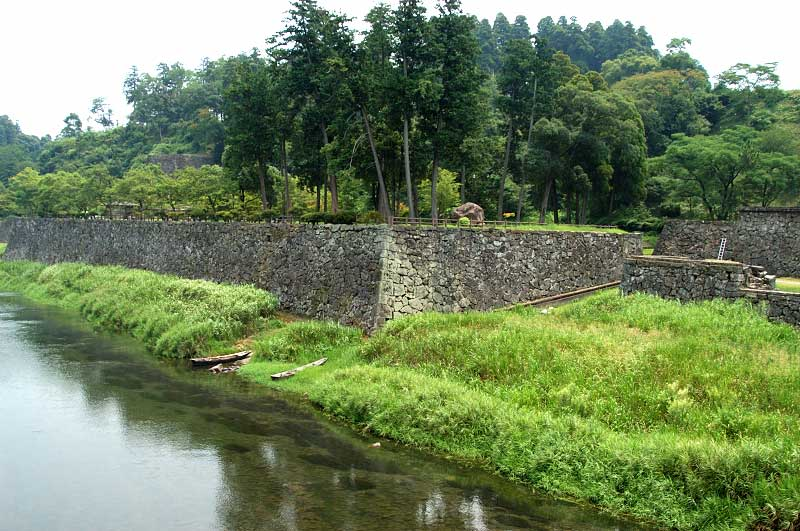
히토요시성의 석벽

히토요시성(일본어: 人吉城 히토요시조[*])은 구마모토현 히토요시시 후모토정에 있었던 제곽식 평산성이다. 가마쿠라 시대 사가라 가문이 히토요시 장원의 지토로 부임하여 35대 670년간 성주로 있었고, 에도 시대에는 히토요시번의 번청으로 사용되었다. 1961년 국가 사적으로 지정되었다.

## 개요
히토요시성은 시내 중앙부를 가로지르는 구마강의 남쪽에 위치해 있다. 구마강과 그 지류인 무네가와강의 합류지점에 축성되어, 북쪽과 서쪽의 구마강과 무네가와강을 천연의 해자로 삼았다. 구마강변에 산노마루를 배치하고, 그 남쪽에 니노마루와 그 뒤쪽 구릉지에 혼마루를 배치한 제곽식 평산성이다. 혼마루에는 천수각 대신 고마도(護摩堂)라는 2층으로 된 건물을 건립하였다.
에도 시대 말기에 축조된 석벽 일부에는 유럽의 축성기술을 응용해 축조했다는 독특한 석벽이 존재한다. 이 석벽은 무샤가에시로 불리고 있다. 성벽 최상단부에 평평한 돌을 돌출되게 쌓은 것이 특징이다.
성터는 히토요시조 공원(人吉城公園)으로 정비되어 있으며, 망루, 담이 복원되어 있다. 또, 성터의 서쪽에는 사가라고코쿠 신사와 시청, 히토요시 성 역사관이 있다. 히토요시 성 역사관에는 사가라 가문 관련 자료와 석조로 된 지하실 유구를 볼 수 있으며, 이 지하실에는 깊이 2.3 m의 우물이 존재한다.

## 역사
가마쿠라 시대

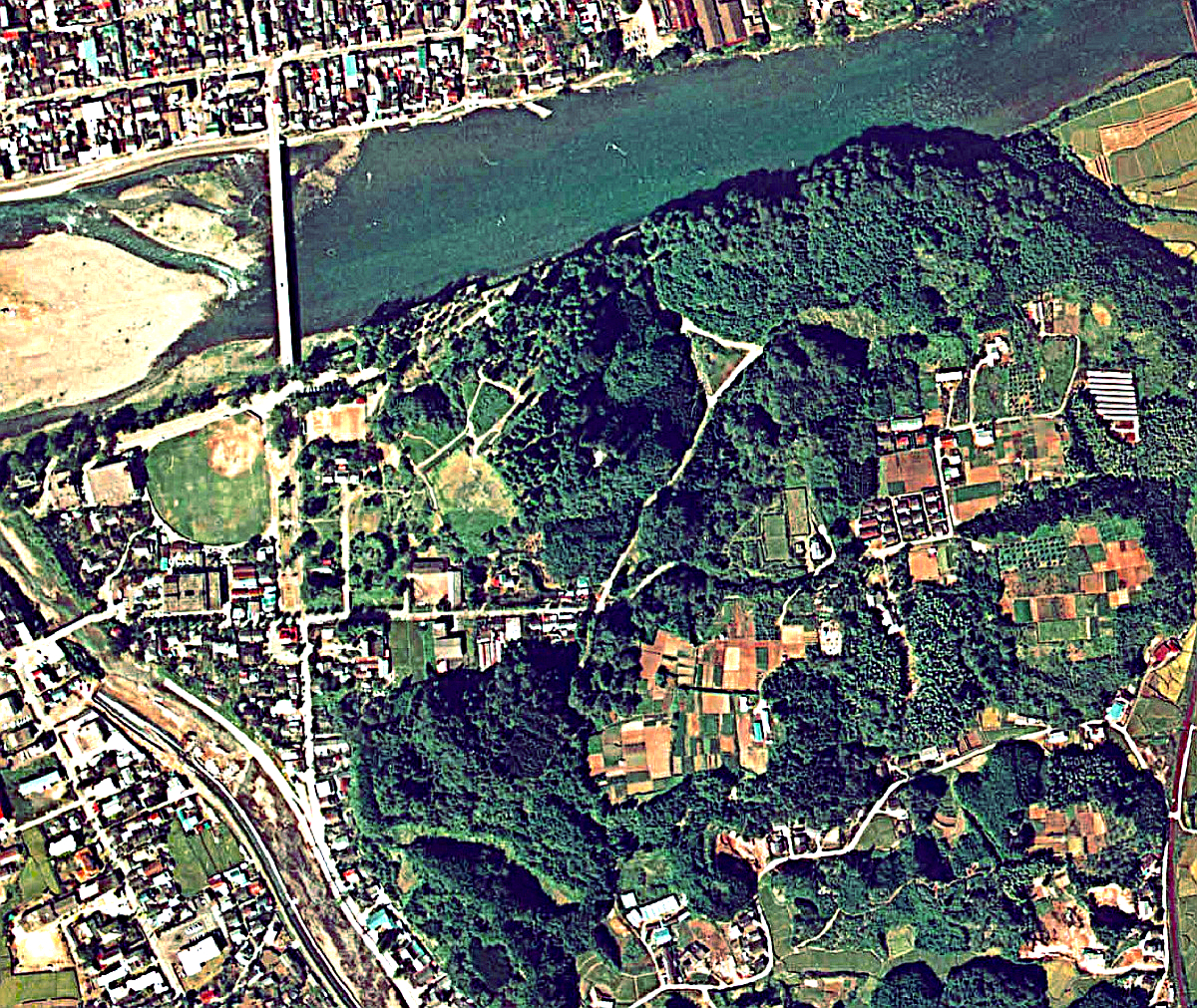
히토요시성의 항공사진, 1976년 촬영〈일본국토교통성〉

1205년 미나모토노 요리토모를 모시는 도토미국 사가라 장원의 호족 사가라 나가요리가 히고국 히토요시 장원의 지토로 임명되어 부임하였다. 하지만, 이 땅은 다이라노 요리모리의 가신 야제 주메노스케가 성을 축조하여 지배하는 곳이었다. 야제 주메노스케는 사가라 나가요리에 대항하였고, 이 때문에 나가요리는 사냥을 핑계로 주메노스케를 꾀어내어 살해하였다. 이 주메노스케의 죽음으로 슬픔에 빠진 그의 어머니 쓰가가 원한을 품고 자살하였으며, 망령이 되어 저주했다고 한다. 산노마루에는 쓰가의 혼을 위로하기 위한 사당이 건립되어 있었다.
나가요리는 주메노스케의성을 확장하였고, 이때 초승달 모양이 박힌 돌이 출토되었기 때문에 성은 미카즈키성(三日月城) 또는 센게쓰성(繊月城)이라고도 불렸다.
무로마치 시대~아즈치모모야마 시대
센고쿠 시대 사가라 가문은 구마 지방을 통일하였고, 19대 당주 사가라 요시히는 덴쇼년간 성을 대규모로 개축하였다. 도중에 몇 번은 개축을 중단하였지만, 1639년 22대 당주 사가라 요리히로 대에 와서 마무리되었다.
센고쿠 시대의 사가라 가문은 남쪽의 시마즈 가문과 북쪽의 오토모 가문 사이에서 위협을 받고 있던 소영주였다. 하지만, 이를 잘 견더내었고, 1587년 하시바 히데요시의 규슈 정벌 때 히데요시 측에 가담하여 소령을 안도받았다.
1600년 세키가하라 전투에서 서군에 속했지만, 서군이 패배하자, 동군에 내응하여 전공을 세웠다. 이 공적으로 인하여 영지를 지킬 수 있었다.
에도 시대
1802년 성내에 화재와 1862년 음력 2월 성하 마을의 대장간에서 시작된 화재로 성의 건물은 전소되었다. 그 후 일부 건물이 재건되었다.
메이지 시대 이후
1871년(메이지 4년) 폐번치현으로 폐성되었다. 1877년(메이지 10년) 일어난 세이난 전쟁에서 사이고 다카모리의 반정부군의 거점이 되었다. 이 시기 재건되었던 건조물이 전소되었지만, 다행이 호리아이문은 전쟁 이전에 민가로 이축되어 소실을 면했다.
그 후, 성터는 히토요시조 공원으로 정비되어 1961년(쇼와 36년) 9월 2일 국가 사적으로 지정되었다.
1989년(헤이세이 원년) 스미 망루를 복원하였고, 1993년(헤이세이 5년) 오테 문 옆 다몬 망루와 담이 복원되었다.
2006년(헤이세이 18년) 4월 6일 일본 100대 명성에 선정되었다.

## 관광
교통
- JR 규슈 히토요시역 하차. 도보로 25분.

주위 문화시설 및 관광명소
- 사가라고코쿠 신사
- 히토요시성 역사관